# Werner Budde

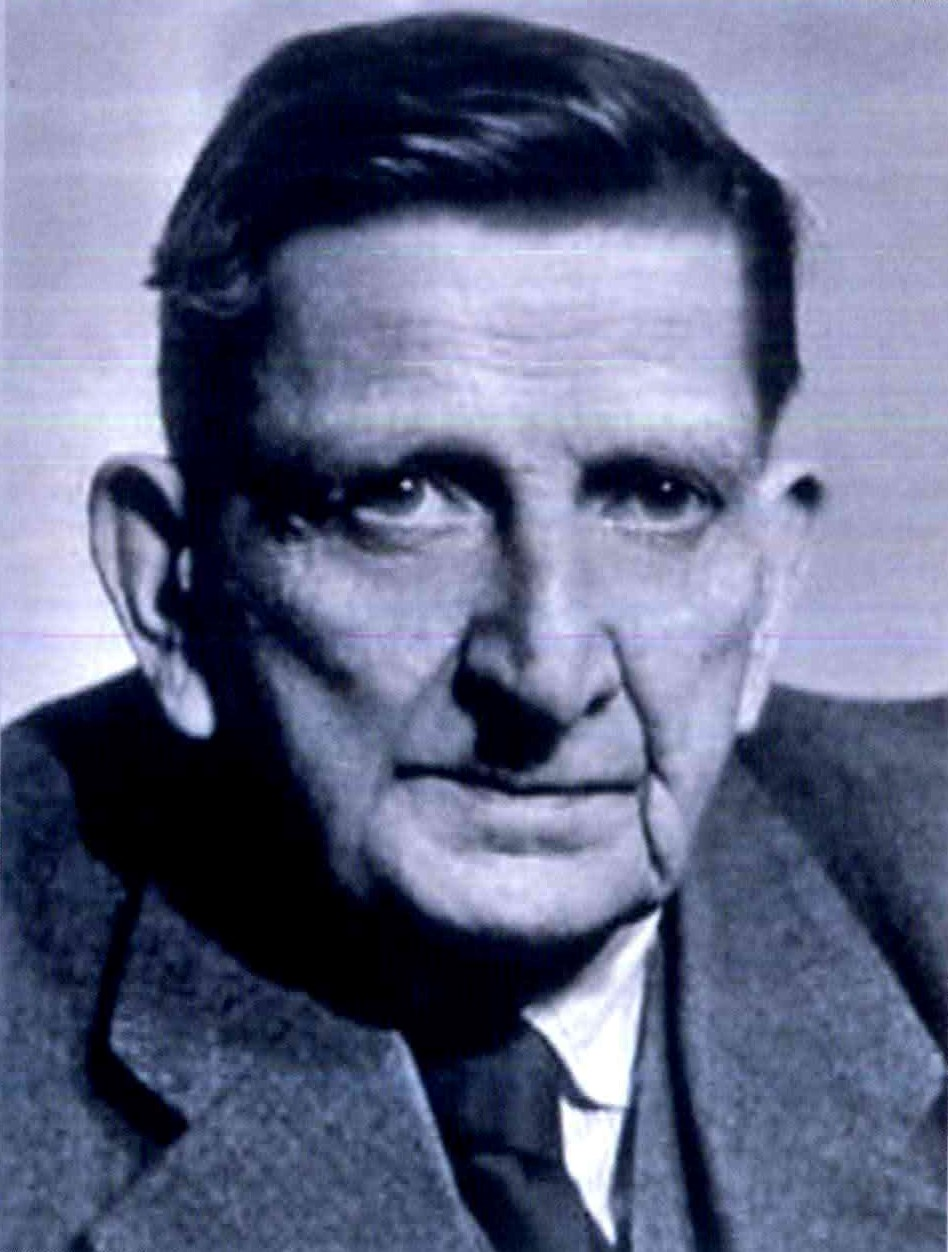
Werner Budde

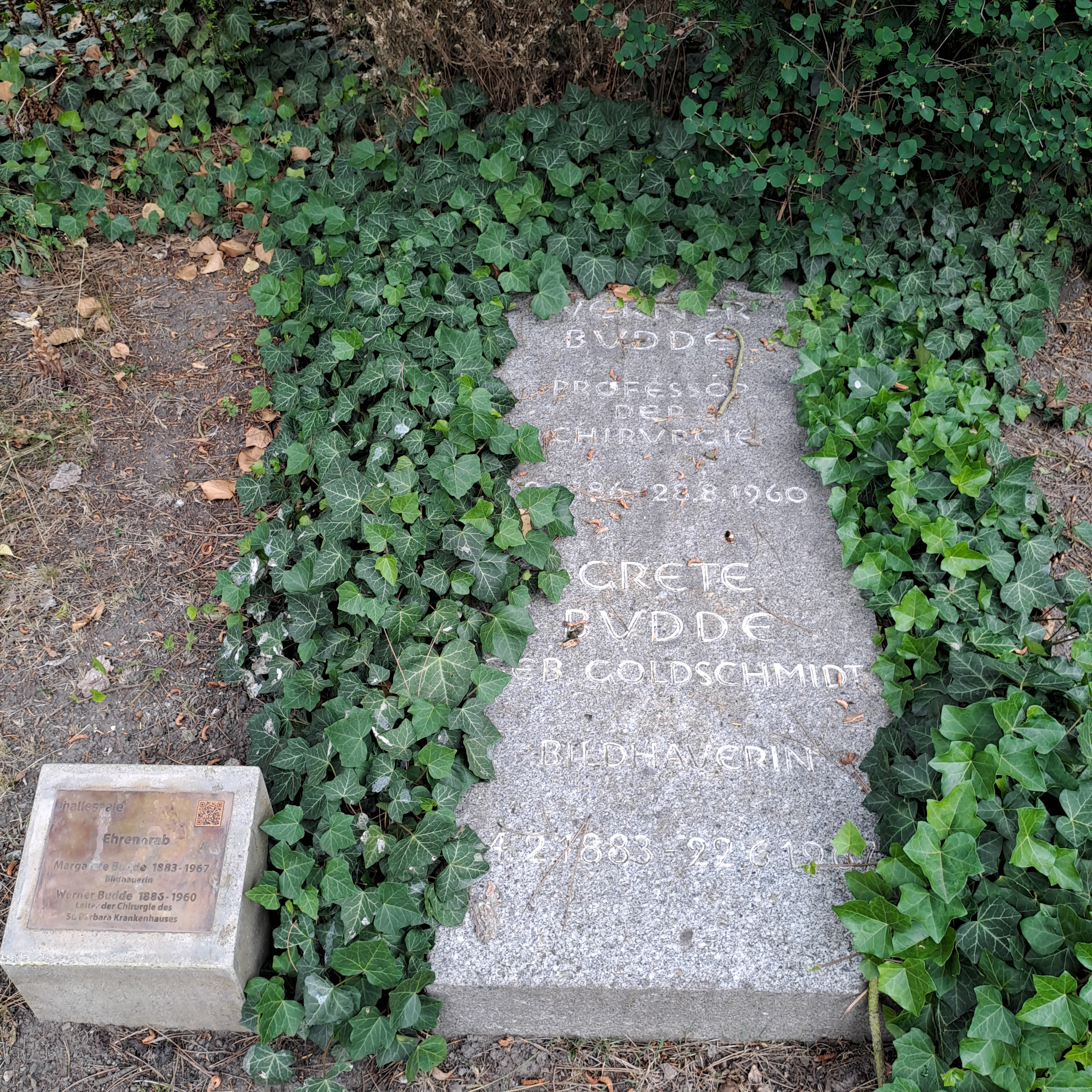
Das Grab von Werner Budde auf dem evangelischen Laurentiusfriedhof in Halle

Werner Budde (* 1. September 1886 in Konstantinopel; † 28. August 1960 in Halle (Saale)) war ein deutscher Chirurg. Am 5. Oktober 1945 wurde er vom Präsidenten der Provinz Sachsen, Erhard Hübener, zum ordentlichen Professor an der Medizinischen Fakultät der Martin-Luther-Universität Halle unter gleichzeitiger Berufung zum Direktor der Chirurgischen Universitätsklinik ernannt.

## Leben
Werner Budde, ein Sohn des Physikers Emil Arnold Budde, besuchte die Klosterschule Ilfeld, wo er 1907 das Abitur bestand. Anschließend studierte er Medizin in Berlin, München und Bonn. Schließlich bestand er 1912 das Staatsexamen. Er wurde im Folgejahr zum Dr. med. promoviert und als Arzt approbiert. Er heiratete 1913 die jüdische Bildhauerin Grete Budde, geb. Goldschmidt (1883–1967). 
Anschließend wirkte er an der Universitätsklinik Halle. Von 1914 bis 1918 war er Zivilarzt. 1919 stellte die chirurgische Universitätsklinik Halle Budde an. Im nächsten Jahr habilitierte er sich dort. 1924 zum Oberarzt ernannt, stellte ihn die Universität ein Jahr darauf als nichtbeamteten außerordentlichen Professor ein. 1926 wurde er als leitender Arzt in der Abteilung für Chirurgie des St.-Barbara-Krankenhauses eingesetzt, was er bis 1945 blieb. Am 1. Juli 1937 entzog ihm das Ministerium für Wissenschaft aufgrund seiner jüdischen Frau sowohl seine Lehrberechtigung wie auch das Professorenamt.
Von August bis Oktober 1939 war Budde Chefarzt im Reservelazarett Wurzen. Am 12. Mai 1945 wurde er von den Amerikanern als Leiter der Chirurgischen Klinik der Universität Halle eingesetzt. Am 1. Oktober 1945 erfolgte seine Ernennung zum o. Professor in Halle. Im Jahr 1946 operierte er als Dekan und musste Streitereien mit der Regierung aushalten. Das Dekanat wurde ihm 1947 infolge einer Tuberkuloseerkrankung entzogen. Im Jahr 1950 wurde er in die Deutsche Akademie der Naturforscher Leopoldina gewählt. 1956 in den Ruhestand versetzt, starb Budde vier Jahre darauf in Halle im Alter von 73 Jahren. Sein Grab befindet sich auf dem Friedhof St. Laurentius (Halle).